# Sxigri
Sxigri (en rus: Щигры) és un poble de l'óblast de Kaluga, a Rússia, que en el cens del 2010 tenia 15 habitants, pertany al districte de Jizdra.